# مک میلر
مک میلر (انگلیسی: Mac Miller); ۱۹ ژانویهٔ ۱۹۹۲ (درگذشت: ۷ سپتامبر ۲۰۱۸) یک موسیقی‌دان اهل ایالات متحده آمریکا بود. وی در ۷ سپتامبر ۲۰۱۸ به دلیل اوردوز درگذشت.